# Anthophora balneorum
Anthophora balneorum är en biart som beskrevs av Amédée Louis Michel Lepeletier 1841. Anthophora balneorum ingår i släktet pälsbin, och familjen långtungebin. Inga underarter finns listade i Catalogue of Life.